# Boston Manor (metrostation)
Boston Manor is een station van de metro van Londen aan de Piccadilly Line. Het station is geopend in 1883.

## Geschiedenis
In 1866 werd toestemming gegeven aan plaatselijke landeigenaren voor de Hounslow and Metropolitan Railway, die gebieden in Hounslow zoals Boston Manor zou bedienen, en om verbinding te maken met een andere voorgestelde lijn genaamd de Acton & Brentford Railway. Deze laatste werd echter nooit gebouwd en in plaats daarvan werd gekozen voor een 8,9 km lange verlenging van de District Railway (DR), de latere District Line, ten westen van Mill Hill Park, het latere Acton Town. Het station Boston Road werd samen met het deeltraject naar Hounslow Town geopend op 1 mei 1883.  
In 1903 werd begonnen met de elektrificatie van de DR tussen Acton en Hounslow en 13 juni 1905 werd de stoomtractie afgelost door elektrische metrostellen. Op 16 april 1908 werd ten oosten van het station Northfield (Ealing) Halt ingevoegd en op 11 december 1911 werd het station omgedoopt in Boston Manor, al stond op de bebording in het station Boston Manor for Brentford & Hanwell. 
Na de Eerste Wereldoorlog wilde de eigenaar van zowel de Great Northern Piccadilly & Brompton Railway (GNP&BR), de latere Piccadilly Line, als de DR, de UERL, de GNP&BR verlengen naar nieuw te bouwen woonwijken in het noordoosten. Ten westen van Hammersmith zou de GNP&BR volgens de plannen van UERL als sneldienst naast de DR gaan rijden om de reistijden tussen de woongebieden in het westen en de binnenstad te bekorten. Dit plan werd tegengewerkt door vervoerders die de voorstadslijnen met stoomtractie uitbaatten en bang waren dat de elektrische metro klanten zou afsnoepen. In 1929 werd alsnog begonnen met de uitvoering van de plannen van de UERL. Net als meerdere andere stations van de DR in het westen die bediend zouden gaan worden door de Piccadilly werd Boston Manor herbouwd. Het gebouw uit 1883 werd in 1932 gesloopt om plaats te maken voor een nieuw station dat op 25 maart 1934 gereed was. Tijdens de verbouwing werd de reizigersdienst voortgezet via een tijdelijk gebouw. Het grootste deel van de perroninfrastructuur bleef behouden, deels vanwege de aanzienlijke gebouwen in vergelijking met andere stations. De metro's van de Piccadilly Line die sinds 9 januari 1933 tot Northfields liepen, reden vanaf 13 maart 1933, toen het deels voltooide Boston Manor  werd geopend voor reizigers, door tot Hounslow West. De komst van de Piccadilly Line betekende  dat de ritten van de District Line in de daluren als pendeldienst tussen Hounslow West en South Acton werden onderhouden. Deze pendeldienst werd op 29 april 1935 stopgezet en  op 9 oktober 1964 werden ook de spitsdiensten van de District Line langs Boston Manor beëindigd.

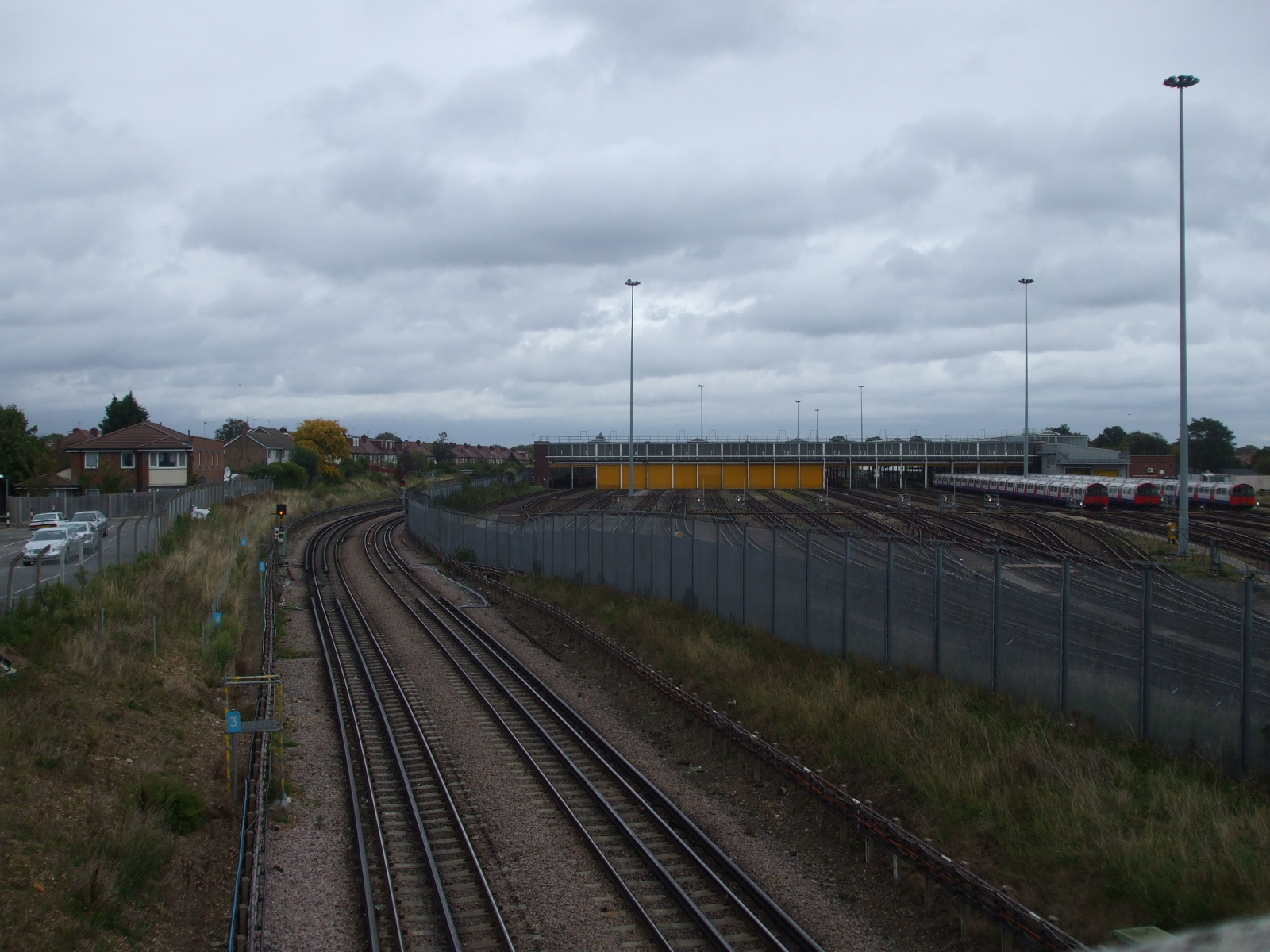
Een blik naar het oosten vanaf het viaduct, rechts het depot Northfields.
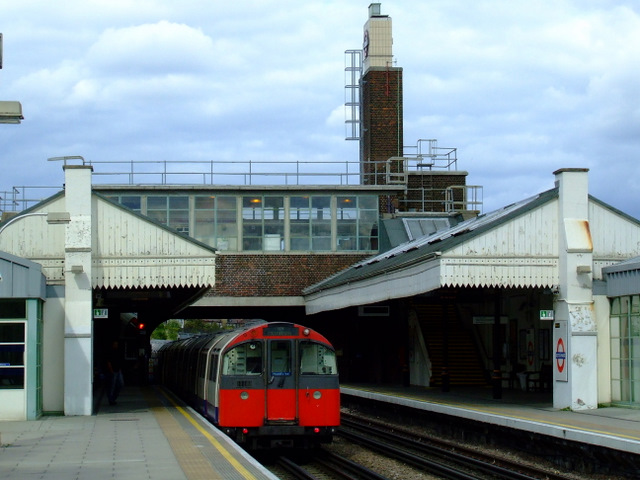
Het station gezien uit het westen, de perrons met Victoriaanse kappen voor het Art-deco station op het viaduct.
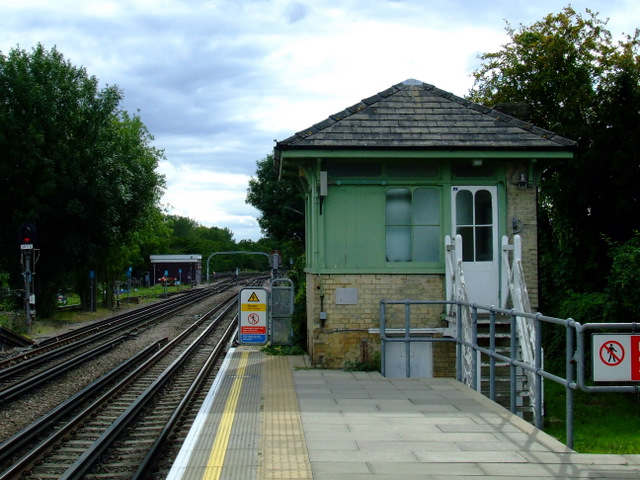
Een blik naar het westen langs het seinhuis.

## Ligging en inrichting
Het stationsgebouw ligt langs het viaduct waarmee de Boston Manor Road de metro kruist, haaks boven de sporen. Het station ligt dicht bij de grens tussen de London Borough of Hounslow en de London Borough of Ealing en bedient een kleine woonwijk in Brentford en de zuidelijke delen van Hanwell. In de buurt van het station liggen het sportcomplex Boston Manor Playingfields, Elthorne Park high school, Gunnersbury Boys School en Swyncombe Playingfields. Het Grand Union Canal en de rivier Brent zijn ook bereikbaar vanaf het station. De naam Boston Manor dateert uit de jaren 1170 als "Bordwadestone", wat verwees naar Bord's tun, of boerderij, door de steen. Het Jacobijnse herenhuis genaamd Boston Manor House werd gebouwd in 1622-23 en ligt ook in de buurt van het station.
Het oorspronkelijke stationsgebouw uit 1883 werd gebouwd door de District Railway. Het was een gebouw van rode baksteen met een geëmailleerde halve roundel bevestigd aan het half ronde raam boven de ingang. Boven de ingang hing een lamp van het merk Tiffany. De oorspronkelijke trap naar de perrons met gietijzeren leuningen en de perronkappen bleven bij de ombouw in het interbellum behouden. De zwart geschilderde gietijzeren kolommen met kapitelen en achthoekige dragen het houten dak met daklichten op ijzeren spanten. 
De verlenging van de Piccadilly Line betekende ook de bouw van twee eigen depots voor de lijn. In het noorden kwam dit bij Cockfosters, in het westen bij Northfields vlak naast Boston Manor. De westelijke toerit van het depot bij Northfields werd langs de zuidrand van het station gelegd en betekende ook de verlenging van het viaduct. Net ten westen van het station kunnen Piccadilly line-treinen het depot Northfields in- of uitrijden via overloopwissels. 
Het stationsgebouw uit 1932 beslaat dan ook slechts de helft van het viaduct. Het heeft een modernistisch ontwerp van Stanley Heaps, in samenwerking met Charles Holden. Het hoofdgebouw bestaat uit bruine bakstenen en gewapend beton, afgedekt met een plat dak. Geïnspireerd door de Nederlandse en Duitse architectuur, met nam de Amsterdamse school , fungeert de kenmerkende toren als een oriëntatiepunt binnen de voorstedelijke laagbouwwijk. De toren is versierd met geglazuurde keramische tegels en geplakt met een geëmailleerd London Underground logo. De bovenste delen van de toren zijn voorzien van een verticale strook van glazen bakstenen die deel uitmaakt van een verlichtingsfunctie. De stationshal bevindt zich ten noorden van de toren in een gebouw van een bouwlaag, aan de andere kant ligt een winkelruimte met een gebogen gevel die lijkt op de wachtkamers die tijdens het New Works Programme 1935 – 1940 werden gebouwd. De kaartverkoop behield zijn gestreepte tegeldecoratie. Aan de westelijke uiteinden van de perronkappen werden wachtkamers opgetrokken uit glas met een metalen raamwerk. Het station, architectonisch bekend om Holden's Art Deco-ontwerp, werd op 21 maart 2002 op de monumentenlijst geplaatst. 
Op 9 januari 2013 verscheen het station op een Britse postzegel als onderdeel van een serie ter herdenking van de 150e verjaardag van de eerste rit van de Londense metro. Het bijschrift van de postzegel luidde "Boston Manor Art Deco Station". Het station heeft ook een Labyrint puzzel, die is geïnstalleerd op alle stations op het ondergrondse netwerk. Deze labyrintpuzzel maakt deel uit van de Woodcut-familie, geïnstalleerd bovenaan de trap die leidt naar spoor 2 in oostelijke richting, naast een loket. In 2018 werd aangekondigd dat het station tegen 2022 rolstoeltoegankelijk zou wprden, als onderdeel van een investering van £ 200 miljoen om het aantal toegankelijke stations op het netwerk te vergroten.

## Reizigersdienst
De normale dienst tijdens de daluren omvat:
12 tph oostwaarts naar Cockfosters of Arnos Grove
6 tph westwaarts via de Heathrow Terminal 4 loop
6 tph westwaarts naar Heathrow Terminal 5
Nachtbuis is ook operationeel op dit deel van de lijn, met 6 tph in beide richtingen tussen Heathrow Terminal 5 en Cockfosters.

## Fotoarchief
- Boston Manor. Photographic Archive. London Transport Museum. Gearchiveerd op 11 February 2014. 
  - Boston Manor station, 1916
  - View of station from platform, 1930
  - New station, 1934
  - Illumination of tower at night, 1935
  - Boston Manor station, 2001
  - Interior view of booking hall 1934